# 日本テレビクイズプロジェクト
日本テレビクイズプロジェクト（にほんテレビ・クイズプロジェクト）とは、1988年から1990年代にかけて、日本テレビ放送網の若手プロデューサーらが中心となって企画した新番組の企画プロジェクトである。

## 経緯
日本テレビは1980年代前半、『テレビ三面記事 ウィークエンダー』『スター誕生!』『お笑いスター誕生!!』『カックラキン大放送!!』『太陽にほえろ!』などの看板番組を多く抱えていたが、1970年代前半、新卒スタッフの採用を企業合理化の一環で見合わせていたため、番組はマンネリが進み、視聴率はTBSテレビとフジテレビジョンがゴールデンタイム・プライムタイムで平均15％前後であるのに対し、日本テレビはかろうじて、主管試合完全独占中継を行う読売ジャイアンツ戦の中継で面子を保つも、娯楽番組は平均13％で伸び悩み、「振り向けばテレビ朝日」といわれる状態が進んでいた。
そこで、1988年の日本テレビ開局35周年記念の最大のプロジェクトとして、日テレの上層部は「SI35（ソフト・イノベーション）」を推進し、30代の若手プロデューサー・ディレクターに番組の企画を任せる取り組みを始め、そのメインとして、長年「魔の水曜」といわれた水曜20時台にクイズ番組を企画せよという厳命が下った。
当時日本テレビにはゴールデン・プライムでのクイズ番組が存在せず、新しいタイプのクイズ番組を編成して視聴率の回復に努めることを提案、五味一男を中心として、特定の仕事にスポットライトを当て、それをクイズの題材にする『クイズ世界はSHOW by ショーバイ!!』を企画し、同年10月から放送を開始することになった。当初は視聴率が伸び悩んだが、同番組における逸見政孝と山城新伍によるトークバトルで人気を博し、20％を超える人気番組へと成長させる。
さらに、1990年代に入って、『SHOW by ショーバイ!!』の成功を受け、さらにもう一つのクイズ枠を企画するように提案され、『マジカル頭脳パワー!!』を立ち上げた。当初は視聴率1桁と低迷するも、その後は20％を超えた。
なお、人物伝のドキュメンタリー教養番組『知ってるつもり?!』もこのプロジェクトが立ち上げたとされており、番組開始当初はクイズ要素があったが、数年でクイズ要素は廃止され、純粋な人物伝の番組となった。

## プロジェクトメンバー
- 小杉善信
- 渡辺弘
- 吉川圭三
- 五味一男
- 菅原正豊（外部スタッフ、ハウフルス代表取締役社長）